# とわだ型補給艦
とわだ型補給艦（とわだがたほきゅうかん、英語: Towada-class replenishment oilers）は海上自衛隊が運用する補給艦の艦級。基本計画番号はJ123。
まず56中業に基いて昭和59年度計画でネームシップが建造されたのち、61中期防に基づき昭和62年度で更に2隻が追加建造された。

## 来歴
従来、海上自衛隊が保有する補給艦は昭和35年度計画で建造した給油艦「はまな」のみであり、遠洋航海部隊への給油等の実任務をこなす一方で艦隊の洋上給油訓練に従事し、その技量向上に大きく貢献したものの、有事の所要はおろか、平時の部隊訓練の所要にも不足であった。その後、第4次防衛力整備計画で海上機動支援体制整備の必要性が認められて、昭和51年度計画で5,000トン型補給艦「さがみ」が建造された。
その後、海上自衛隊では、ポスト4次防より護衛艦隊において8艦8機体制の整備に着手しており、56中業の計画完成時点で、4個護衛隊群の近代化が完結する見通しとなっていた。これらの護衛隊群は外洋における作戦の主力となる機動水上部隊として位置づけられており、その機動力および滞洋能力増強のため、既就役の「さがみ」を含めて、それぞれ1隻ずつの補給艦を随伴させる構想となった。
このうち、56中業ではまず2隻を建造する計画となった。これによって建造されたのが本型である。
なお、後に自衛艦の艦番号による識別を困難とするためのロービジ化（low visibility：低視認性）が進められるにあたり、その第一号艦となったのが本型の「はまな」であった。

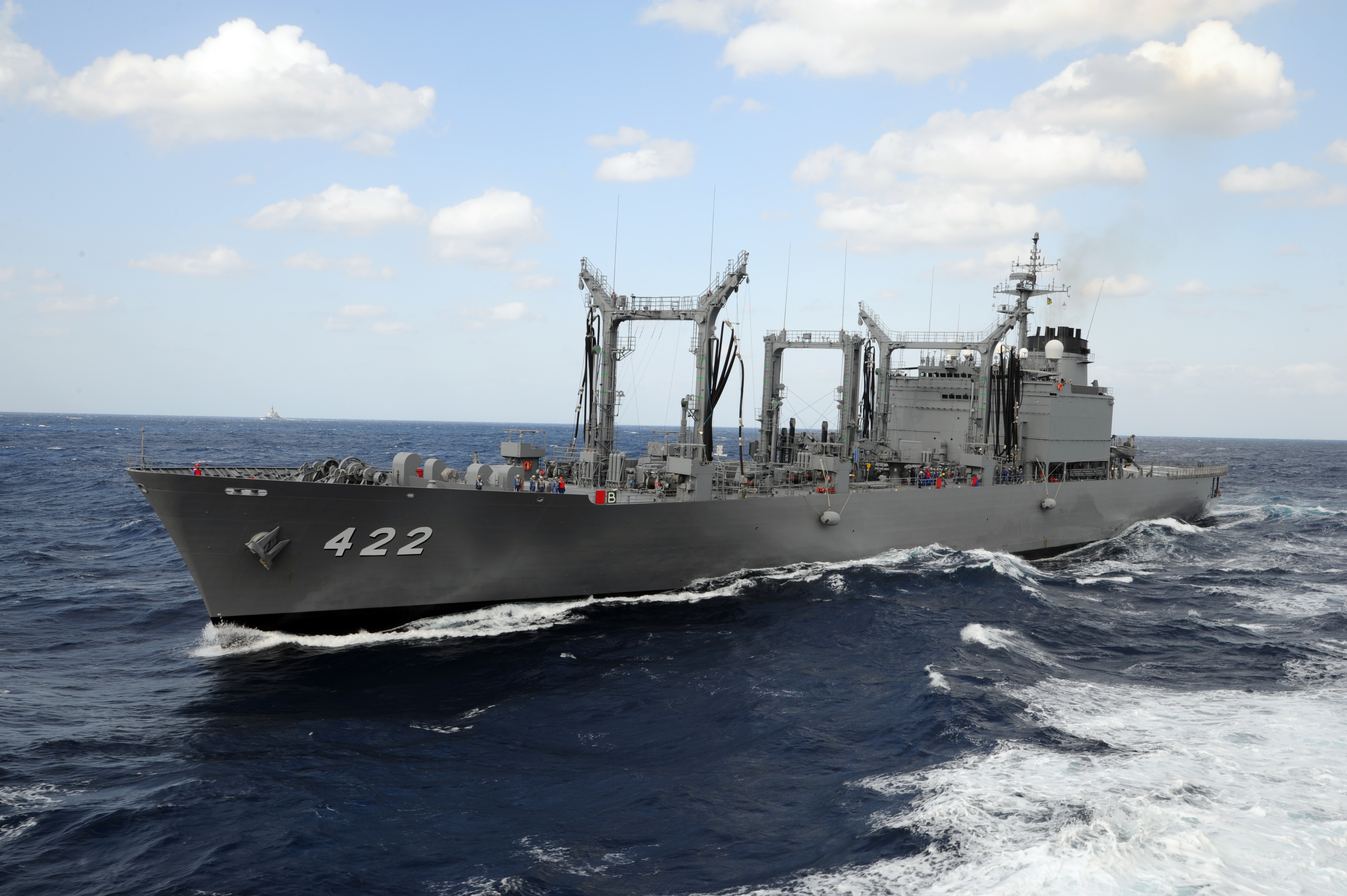
従来塗装の「とわだ」。
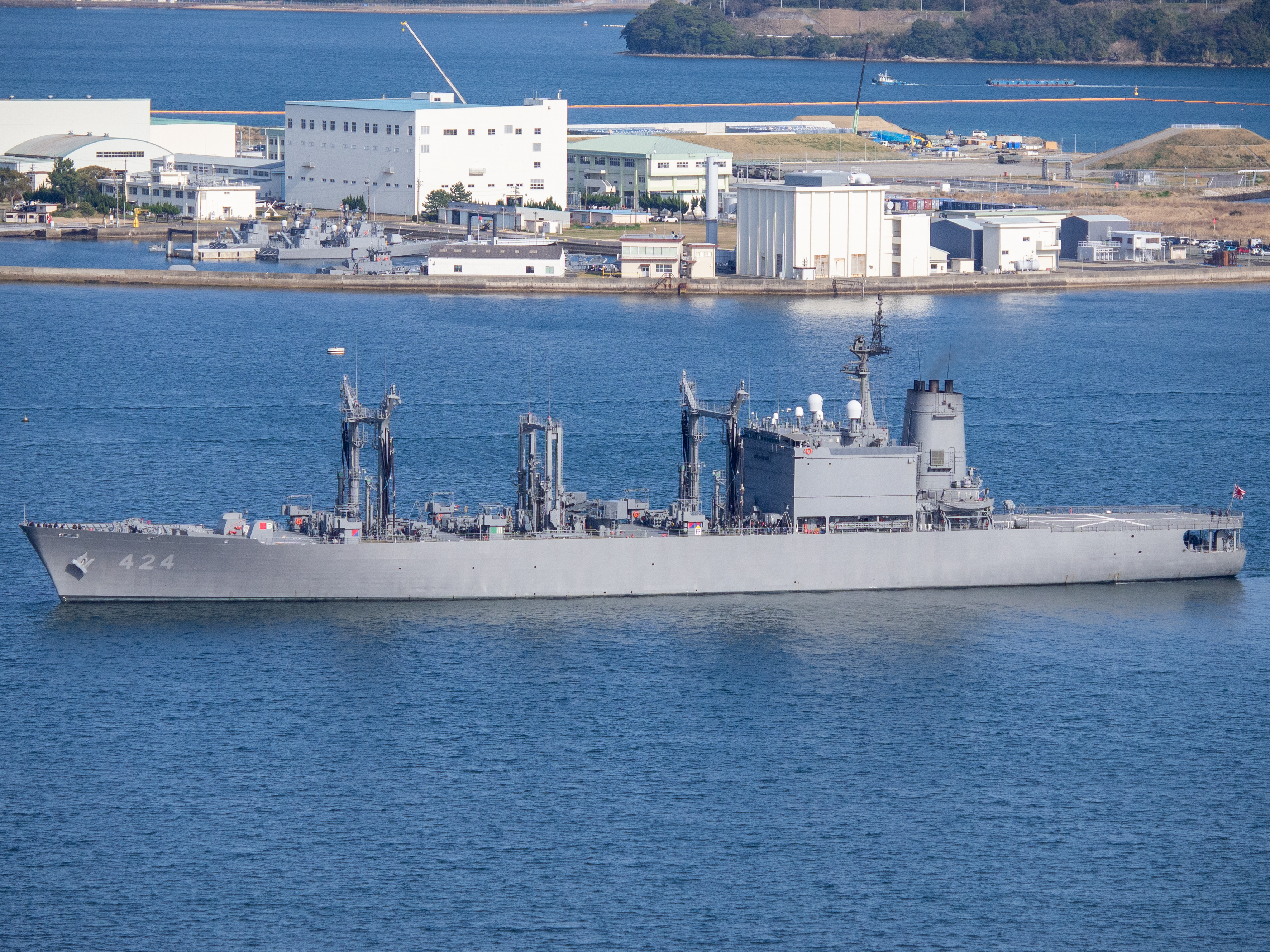
ロービジ塗装の「はまな」

## 設計
基本的な能力は、先行する5,000トン型補給艦「さがみ」（51AOE）と同様であるが、その実績を踏まえて大幅な改良が加えられている。護衛艦の近代化・大型化に伴い、作戦行動中の所要補給量も大幅に増加しており、「さがみ」の能力では不十分と見積もられ、補給艦も大型化することになった。検討段階では、1個護衛隊群の作戦行動を十分に支援するためには1万トン以上の艦型が必要との見積もりもあったものの、艦艇建造経費全体のなかでAOEに配分できる額には限度があったことから、8,300トン型で落ち着いた。ただしこれでも、「さがみ」の約1.6倍となっている。
設計面で重視されたのが耐候性の向上である。「さがみ」では、先行する2,900トン級給油艦「はまな」（35AO）よりも高速化されたが、この結果として補給甲板が波浪の影響を受けることが多く、作業に支障をきたすこともあった。このことから本型では、補給甲板を一層上げて第1甲板を全通させるとともに、船体内の第2甲板両舷に広い運搬通路を設けて、これも艦尾の曝露甲板まで通している。このように高乾舷の遮浪甲板船型を採用したことで、洋上補給作業時の波浪の影響が軽減された。また昭和62年度計画艦（「ときわ」「はまな」）では、排水量が更に50トン増加したが、これは同時期の護衛艦などと歩調を合わせて、居住区のベッドを従来の3段から2段とするなど居住性の向上を図った結果である。
船楼甲板レベルの後端部にはヘリコプター甲板が設定されている。51AOEではHSS-2ヘリコプターの発着に対応していたが、本型では、更に大型のMH-53Eにも対応した。ただし、同様にヘリコプター格納庫は設置されていない。なお航空運用能力の向上を含めた船体安定化のため、「さがみ」とは異なりフィンスタビライザーが装備されている。
主機関としては、三井造船の16V42M-A型V型16気筒機関を搭載した。これは昭和54年度計画以降で建造された機雷戦艦艇・両用戦艦艇・補助艦艇において、標準的な大出力ディーゼルエンジンとして採用されていたものであった。なお機械室内は無人化されており、主機関の制御は全て機関操縦室内で行っている。

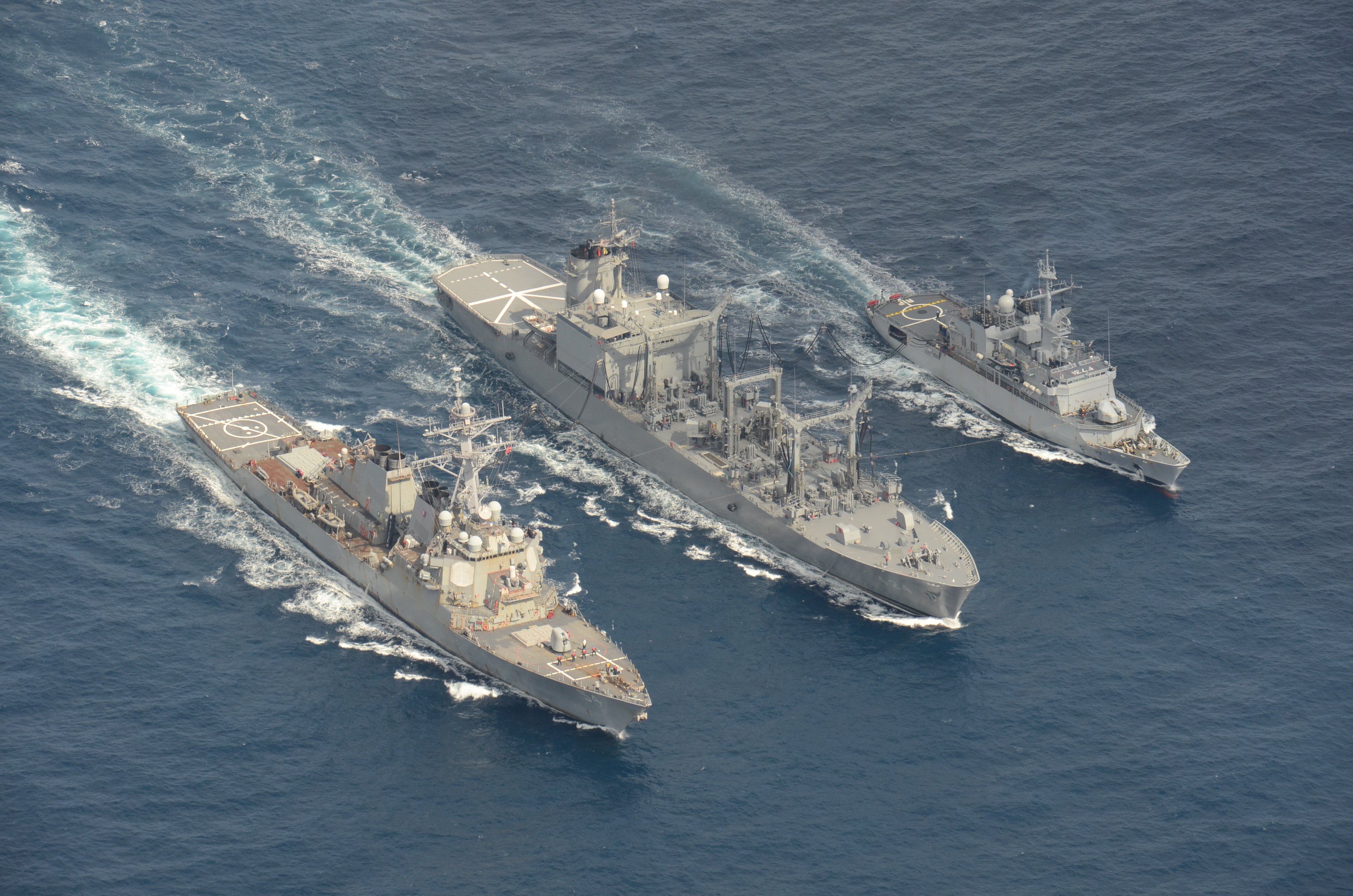
アメリカ海軍イージス艦「カーティス・ウィルバー」（左）とフランス海軍フリゲート「プレリアル」に両舷同時補給を行う「はまな」。
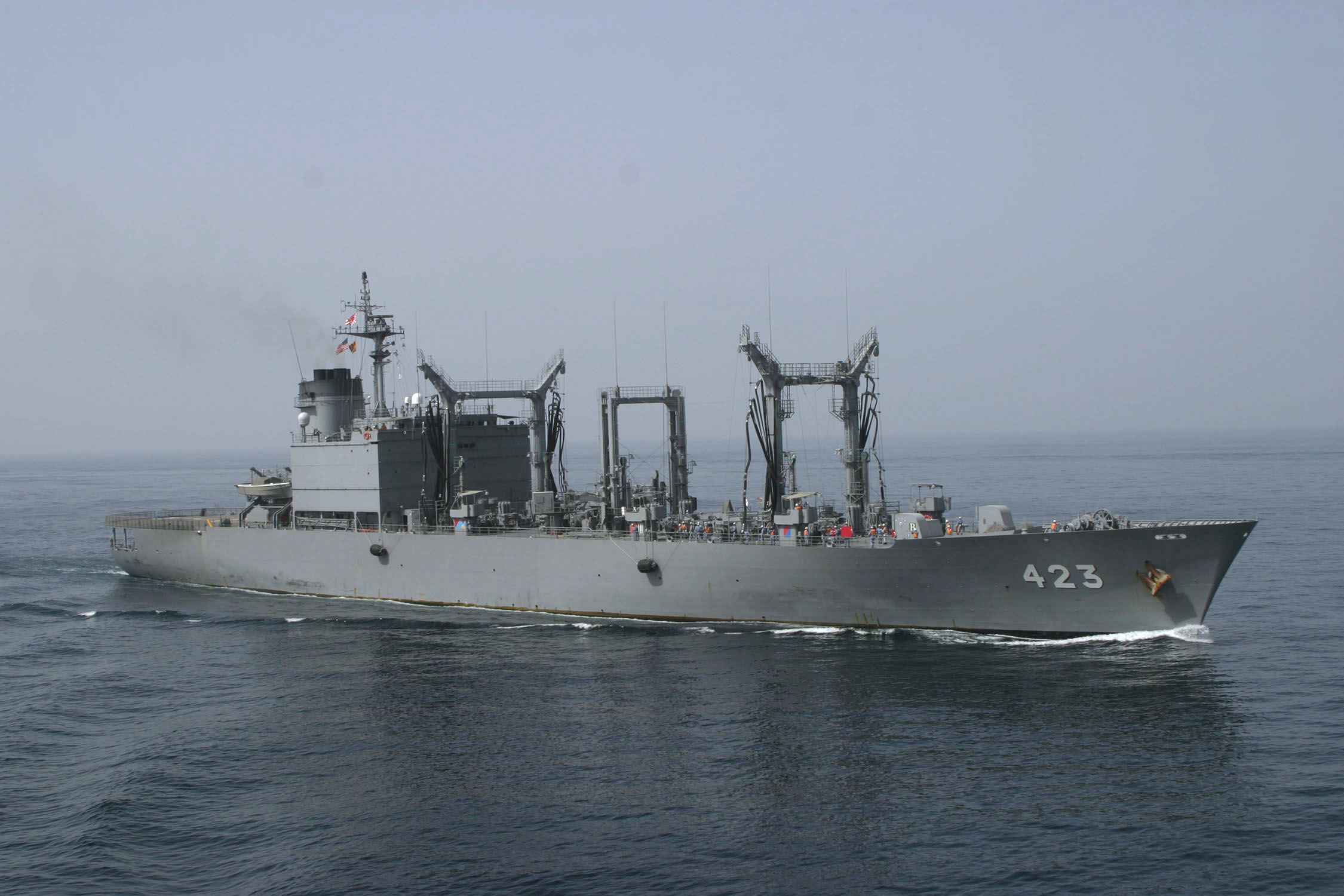
横から見た「ときわ」。「さがみ」と比べ、乾舷の高い遮浪甲板船型となり作業性と安全性が大幅に向上した。
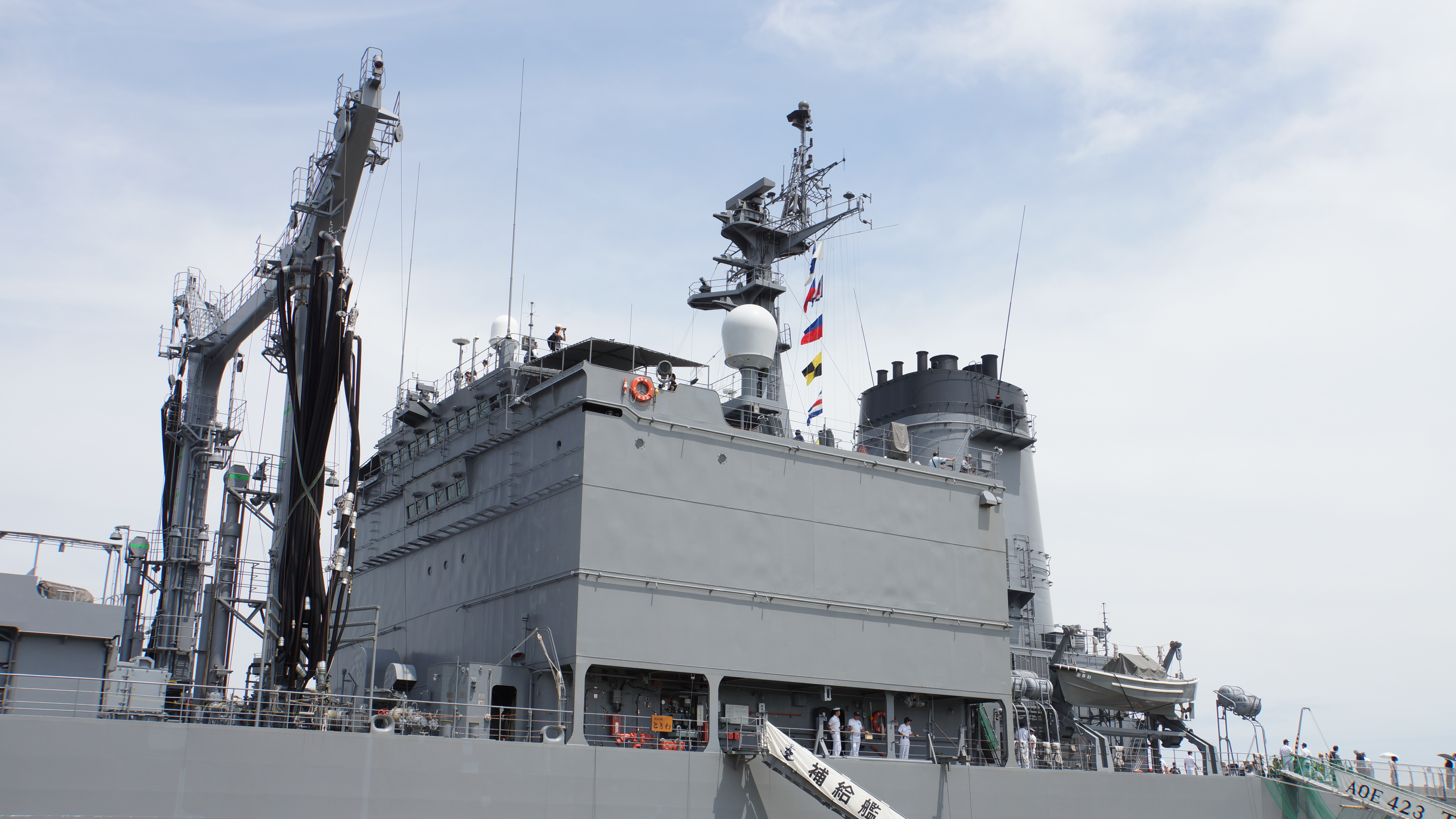
艦橋構造物。居住関係区画、管制室等はこの中にまとめられ、主船体内は貨物・貨油を搭載する区画となっている。
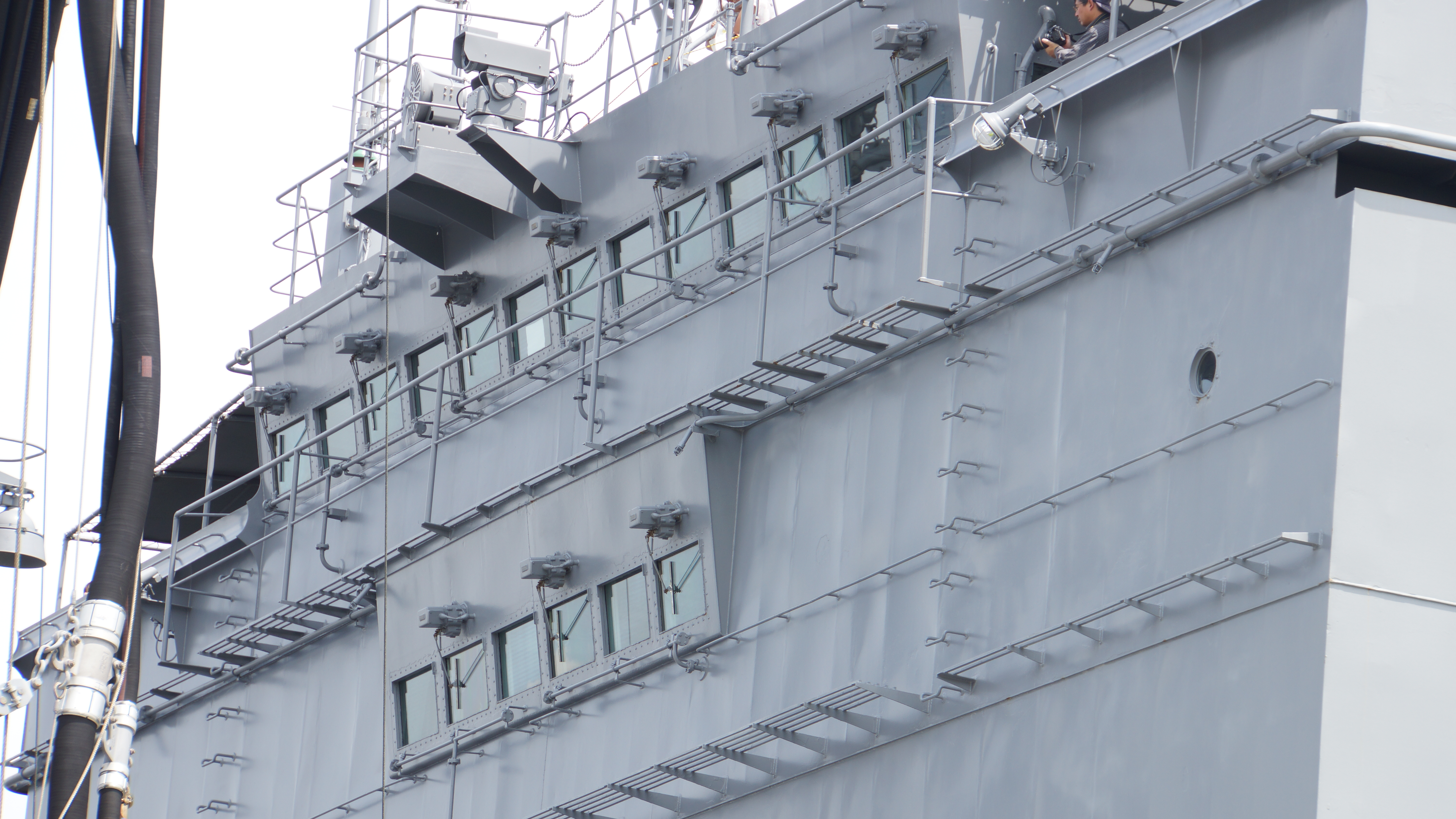
艦橋構造物前面。窓が二段に並んでいるが、上方が航海艦橋、下方が補給管制所である。
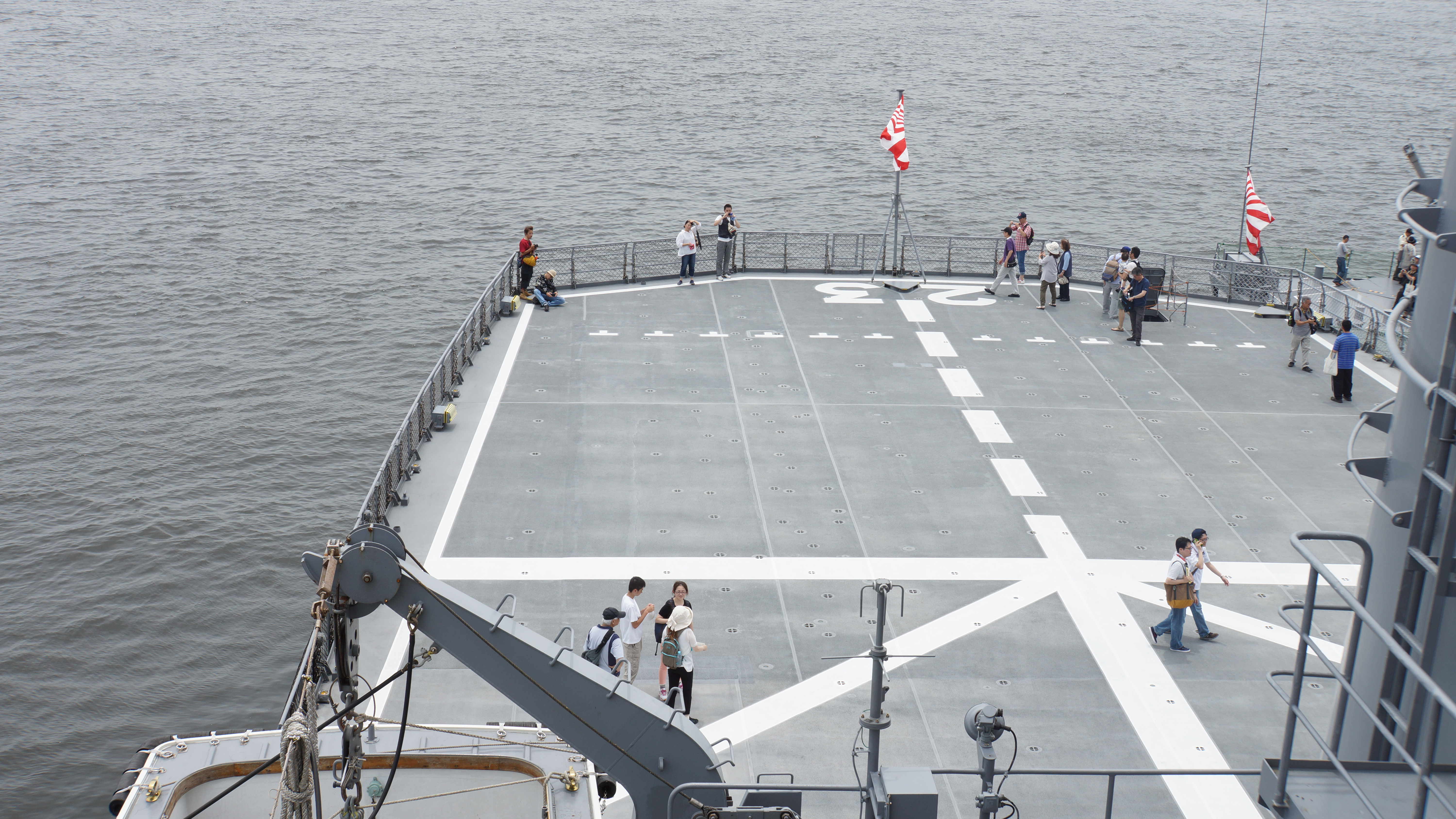
「ときわ」の飛行甲板

## 能力

### 補給機能

#### 洋上移送
洋上移送装置は「さがみ」を踏襲しており、その中核となるのが、船楼後端から艦橋構造物までのあいだの主甲板に設けられた3基の補給用門型ポストである。各ポストの左右両舷が補給ステーションとなっている。右舷側最前部のものが1番補給ステーションとされ、その左舷側が2番、以後後方に向かって順番に番号が振られている。
1・2番および5・6番ステーションは液体貨物用であり、短いブームが外舷上方に張り出している。給油速度は片舷あたり1分間に約11キロリットル（11,000リットル）。
一方、3・4番ステーションは、物品（ドライ・カーゴ）の輸送用のハイライン・ステーションとされている。補給方式は、アメリカ海軍ではFAST（Fast Automatic Shuttle Transfer）と呼称されており、主としてスライディング・ブロック、トロリー、トラベリング・サーフによって構成される。これは、いわゆるロープウェイ方式で移動する移送かご（トラベリング・サーフ）により物資・弾薬を受給艦へ移送する機構である。

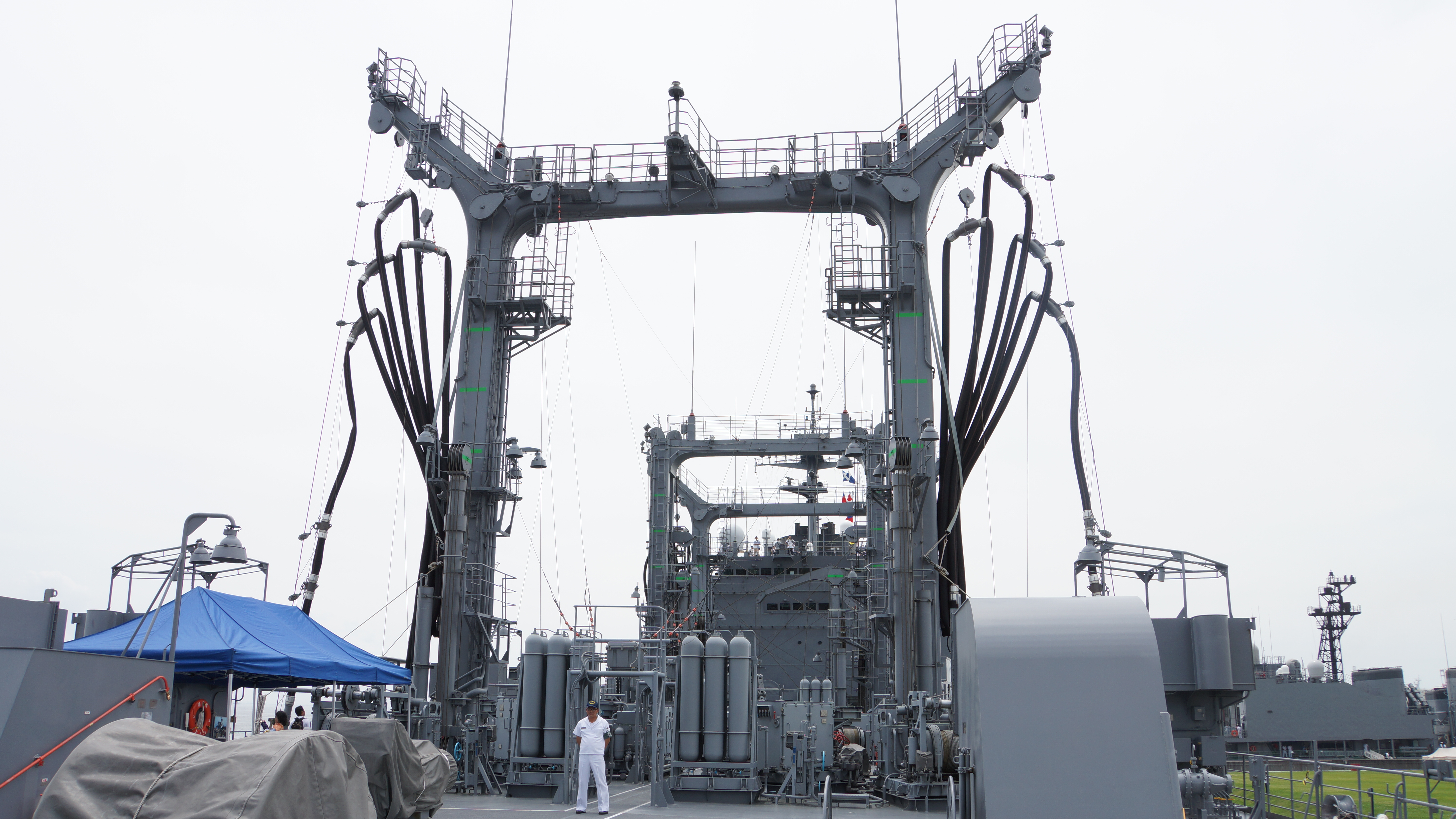
前方から見た補給艤装。門型のステーションが並んでおり、手前から1・2番、3・4番、5・6番ステーションである。手前の隊員と比較すると巨大であることがわかる。
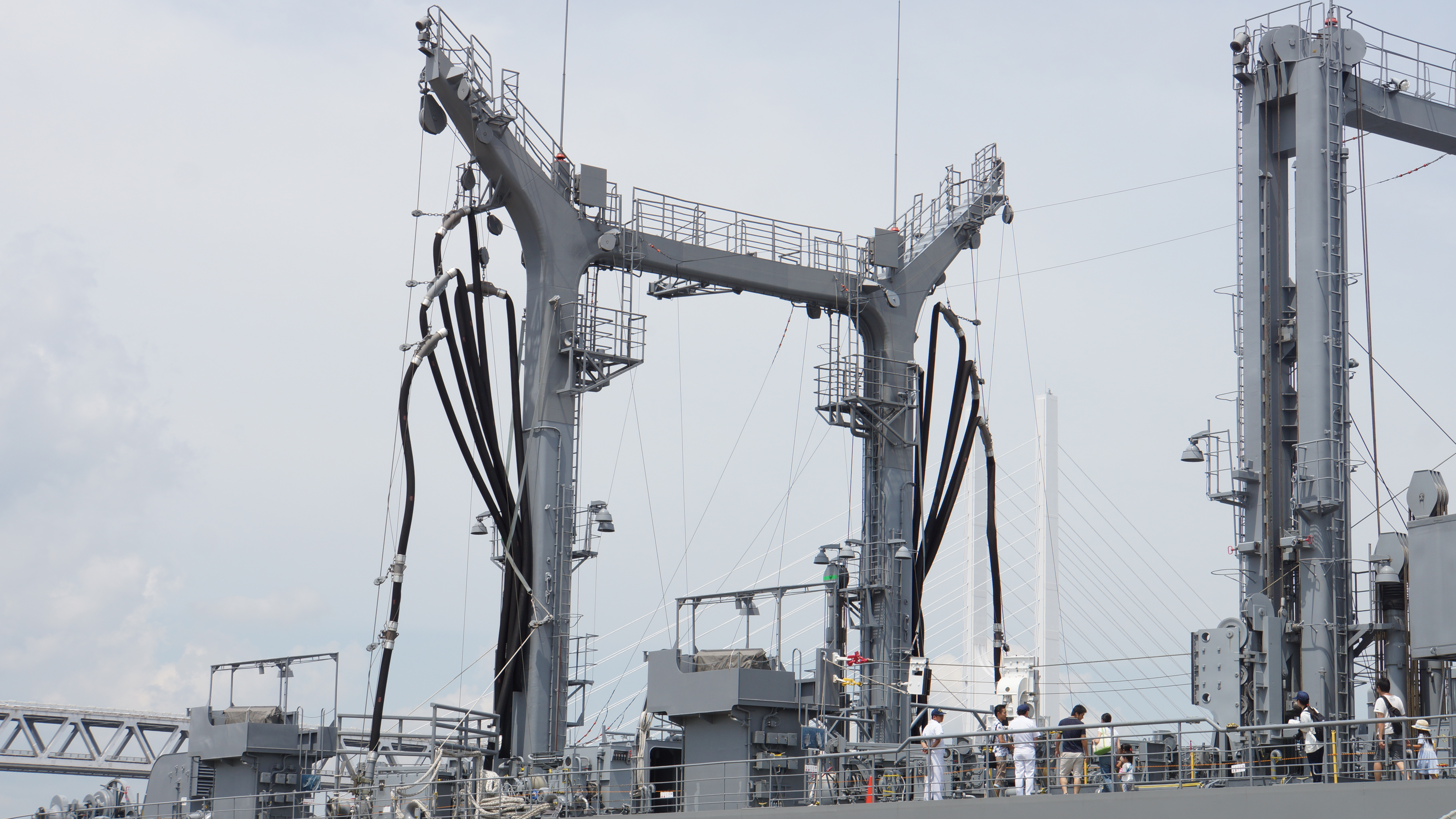
1・2番ステーション（画像中央）。装備されているホースは、上から主燃料（艦船用軽油）、航空燃料（JP-5）、真水の補給用。
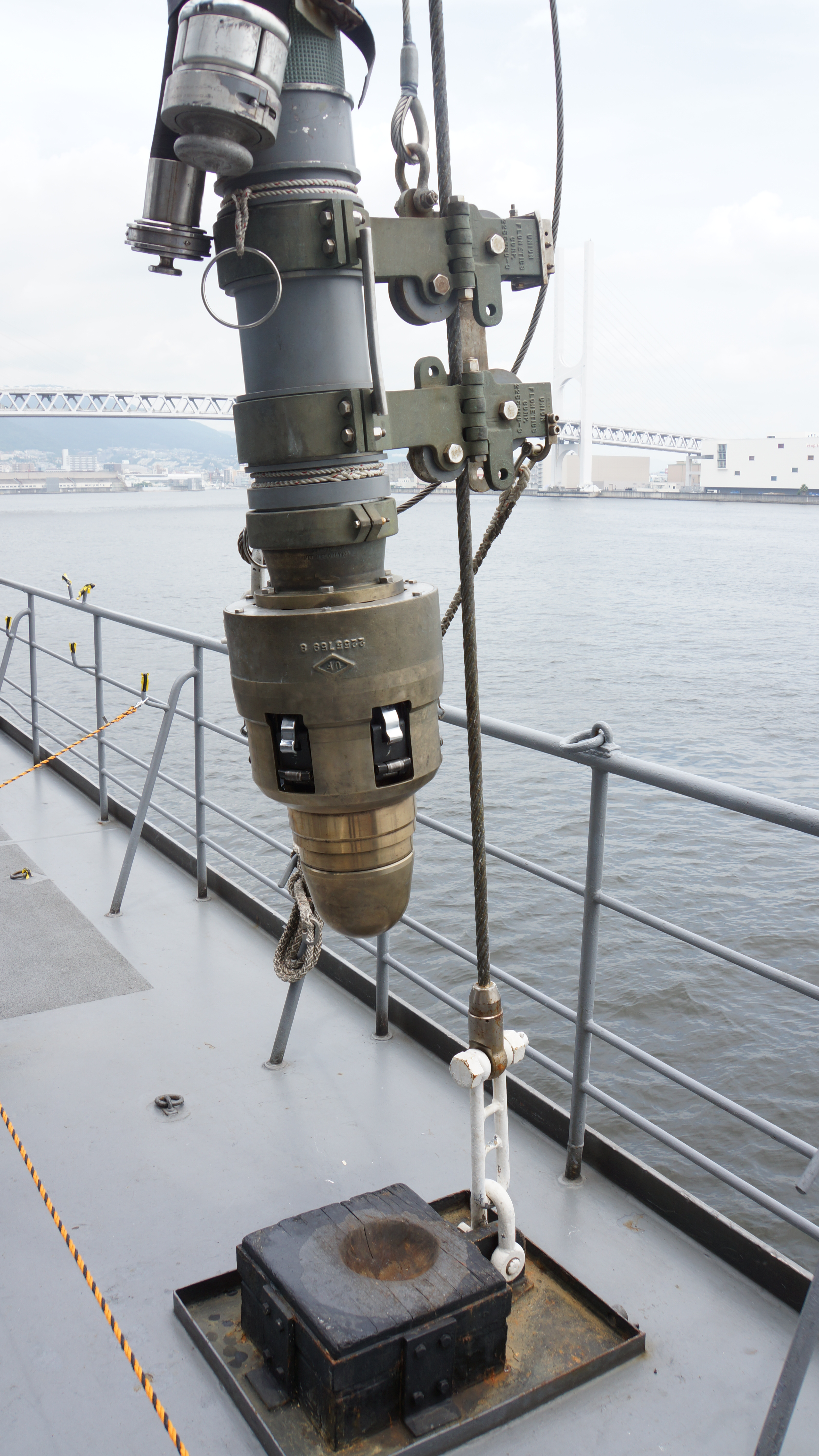
主燃料用プロ―ブ。これが受給艦に送り込まれ、受け口であるラッパ状のプローブ・レシーバーと噛み合う。
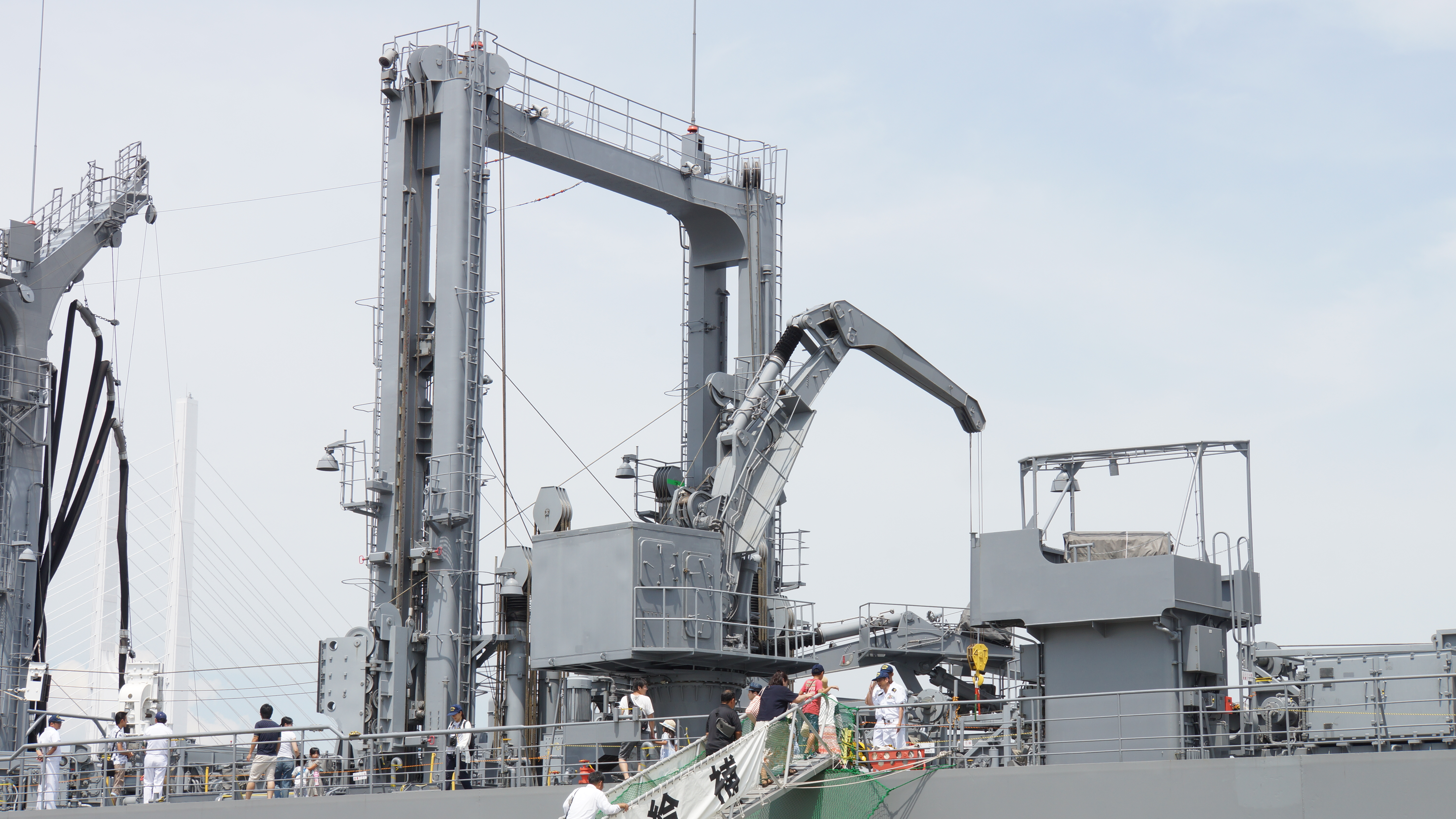
3・4番ステーション（画像中央左）画像中央は物資用デッキクレーンで展開状態。普段はブームを折り畳み格納されている。
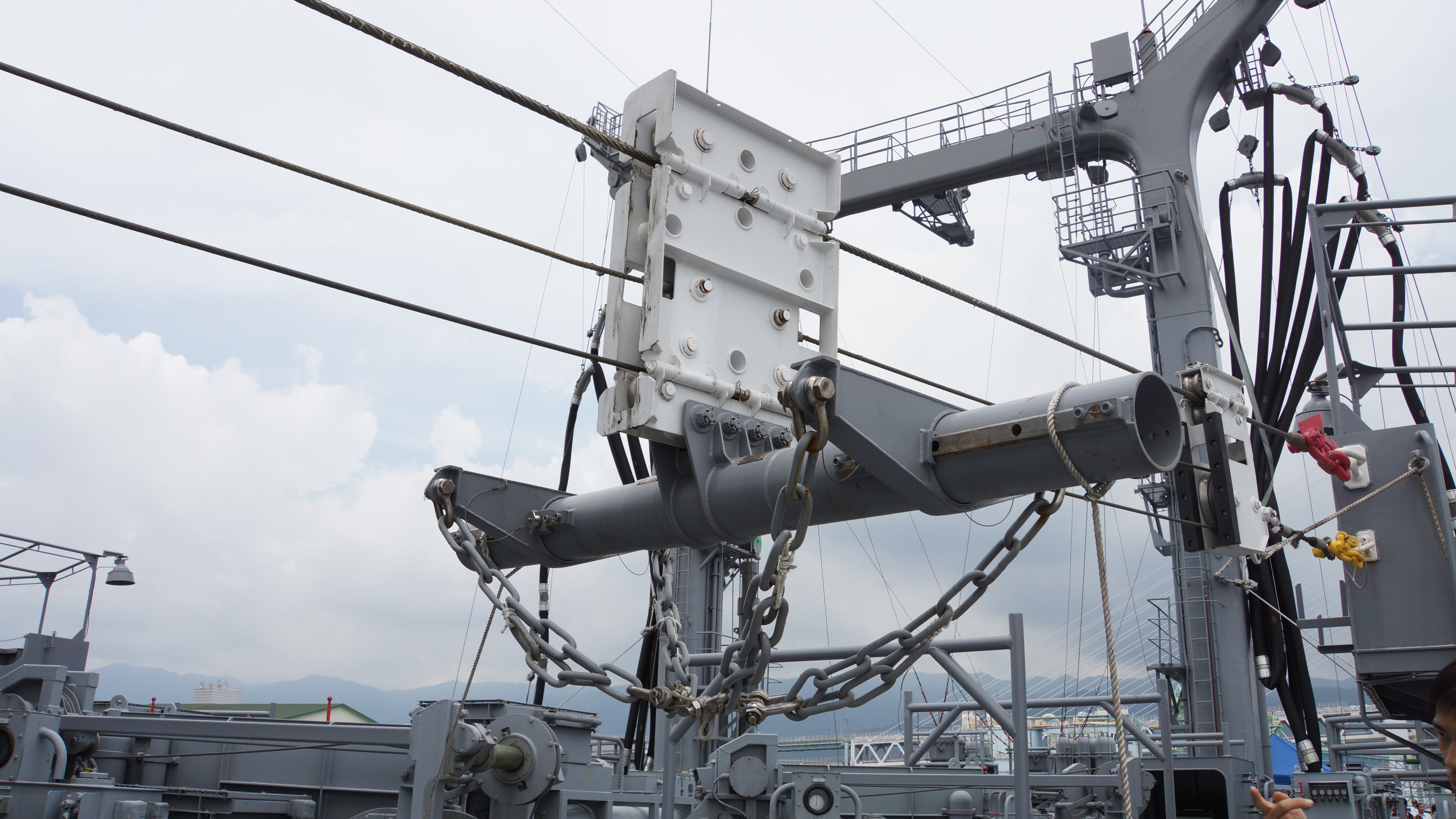
トロリー。この下にトラベリング・サーフを取り付け、補給かご、もしくは弾薬コンテナを吊り下げ、ロープウェイ方式で受給艦に送り込む。
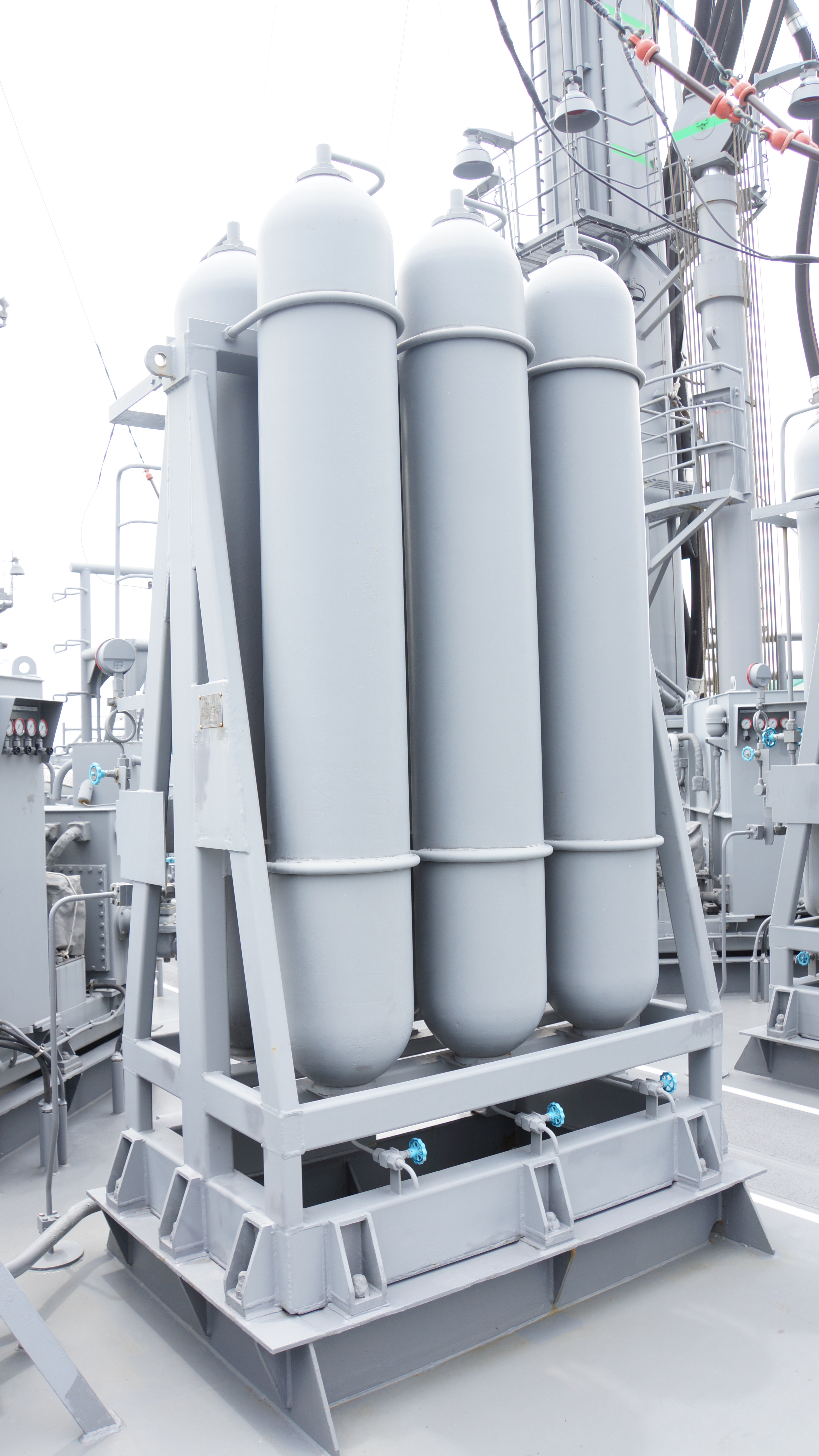
油圧アキュムレータ。各種補給艤装は油圧により作動するが、作動油の流量が変動しても油圧を一定に保つと共に、圧油を貯蔵する装備。
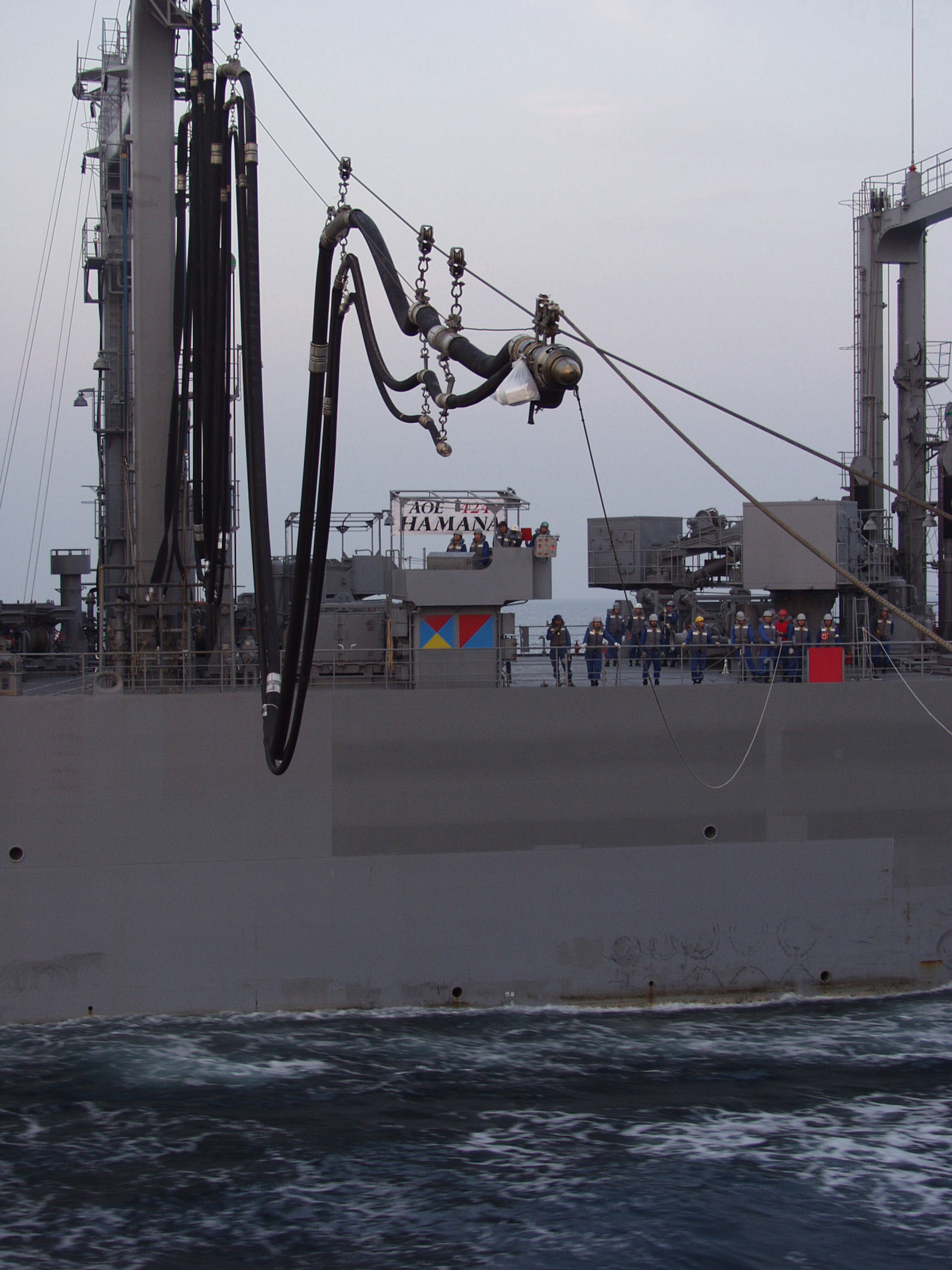
「はまな」の5番補給ステーション。スパンワイヤが展張され、プローブと蛇管を取り付けたトロリーブロックが受給艦に向かってきている。
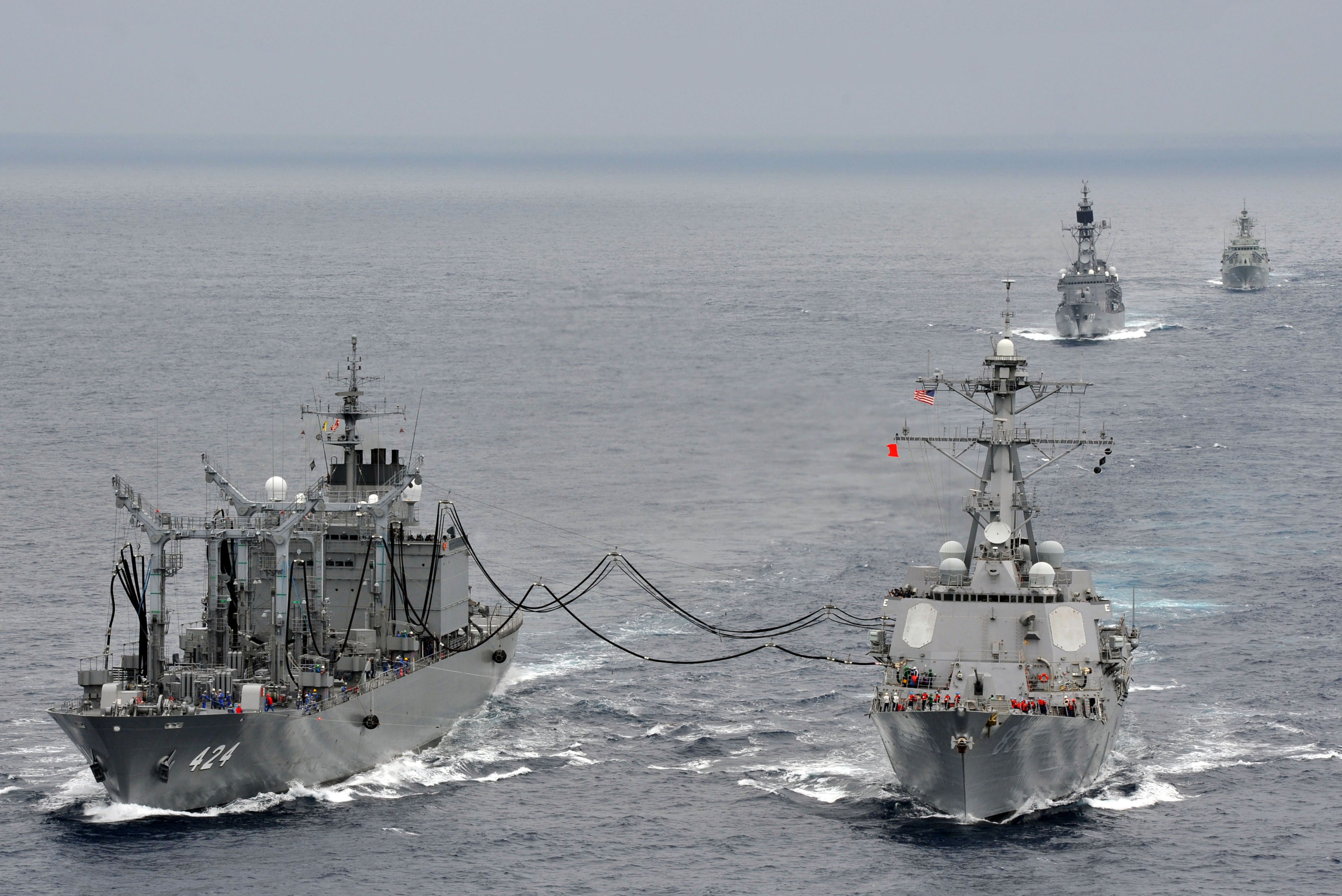
アメリカ海軍イージス艦「マッキャンベル」に補給を行う「はまな」。

#### 物資格納
「さがみ」からの変更点としては、貨油タンクと兼用とされていたバラストタンクについて専用のものが追加されたことがあげられる。「さがみ」では、バラストタンクを貨油タンクとして使用したあとは油水分離機を使って海水と油が混じったバラスト水を排出するという作業が必要であったが、本型ではこの作業が不要となり、作業効率は大幅に向上した。一方で、このために、船体の大型化の割に貨油搭載量の増加は乏しいとされている。なお搭載量は合計5,700トンと推測されている。
また、ドライカーゴの格納・艦内移送手法も大幅に改善し、工数削減を図っている。艦内移送手法は、「さがみ」では天井クレーン方式であったのに対し、サイドフォークトロリー方式に変更された。これは、運搬通路に転倒防止用のレールを埋設し、これを掴みながら走行する電動式フォークリフトである。両舷に2台ずつが配置されている。
格納方式も変更されており、弾薬については、柱状のピラーとラックを使用したコンテナ格納方式であるダネージ方式とした。これは床面のデッドスペースがなく、単位床面積あたりの搭載数が大きいという特長があった。弾薬庫内の移送は専用のフォークリフトで行われ、出口で上記のサイドフォークに受け渡すことになる。また糧食については、糧食ダンボールを大型パレットに格納したままで冷蔵庫に保管し、洋上補給時にはこれをフォークトロリーで運搬する大型パレット方式に変更された。冷蔵庫内部には、パレットを収容するための回転ラックが設置されている。これは床面と天井面に長円形のレールを配置して、その間にラックを保持しておくもので、レール上をエンドレスで動くことができる。これにより、庫内の物資移送は完全に自動化された。なおラック上には最大500 kgの食糧を収容することができる。

### 自衛機能
旗甲板には、高性能20mm機関砲（CIWS）およびMk.137 6連装デコイ発射機の装備が考慮されていた。このうち、デコイ発射機の搭載は就役後に実現し、またCIWSの搭載に備えた改造も実施された。ただしCIWSの装備は、現在までのところ実現していない。
また、銃座が左右両舷に装備されており、必要に応じて12.7mm機関銃M2を装着する。同機関銃は、普段は艦内に格納されており、分類上は武装ではなく小火器の扱いを受ける。

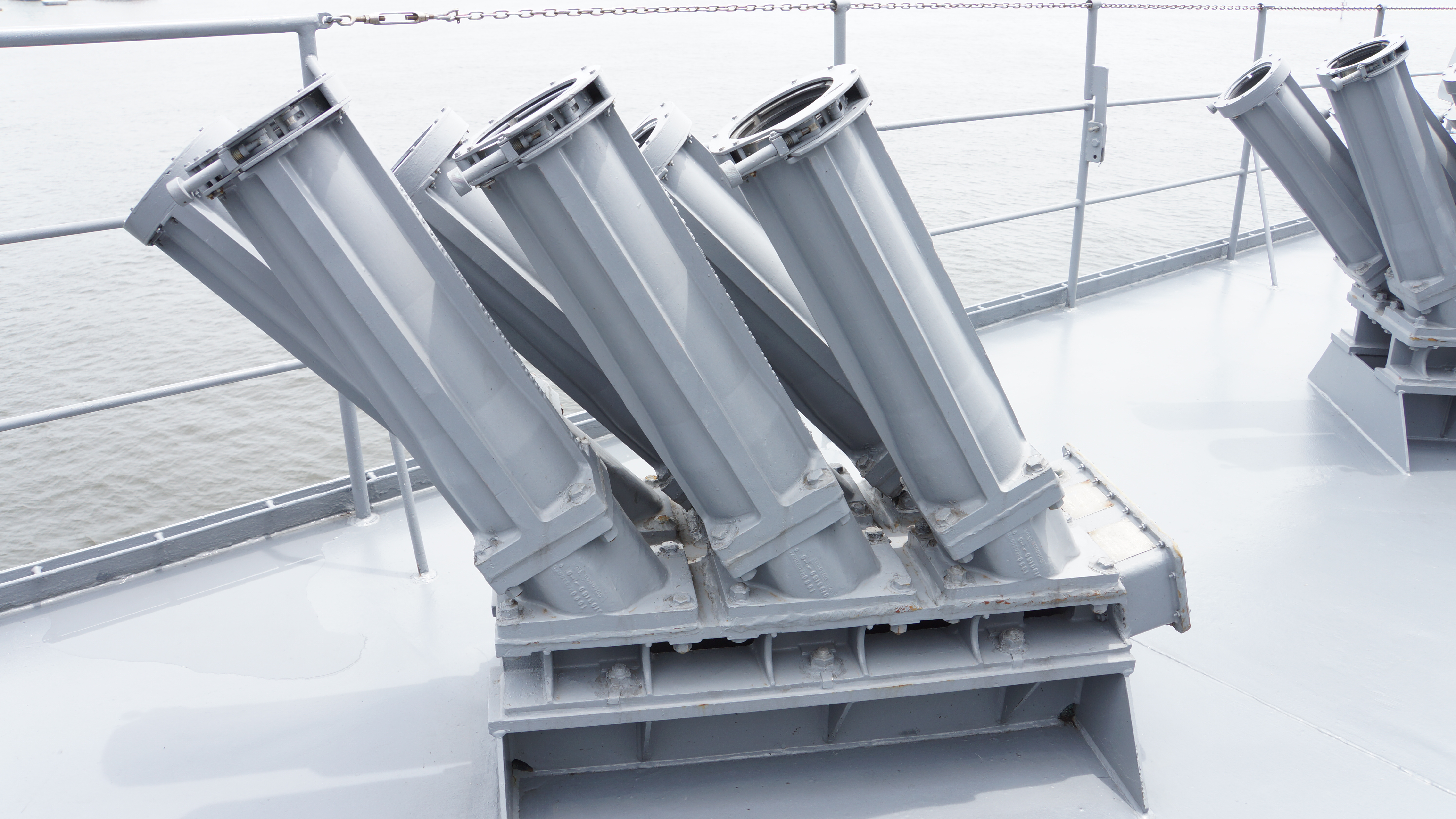
Mk.137 6連装デコイ発射機
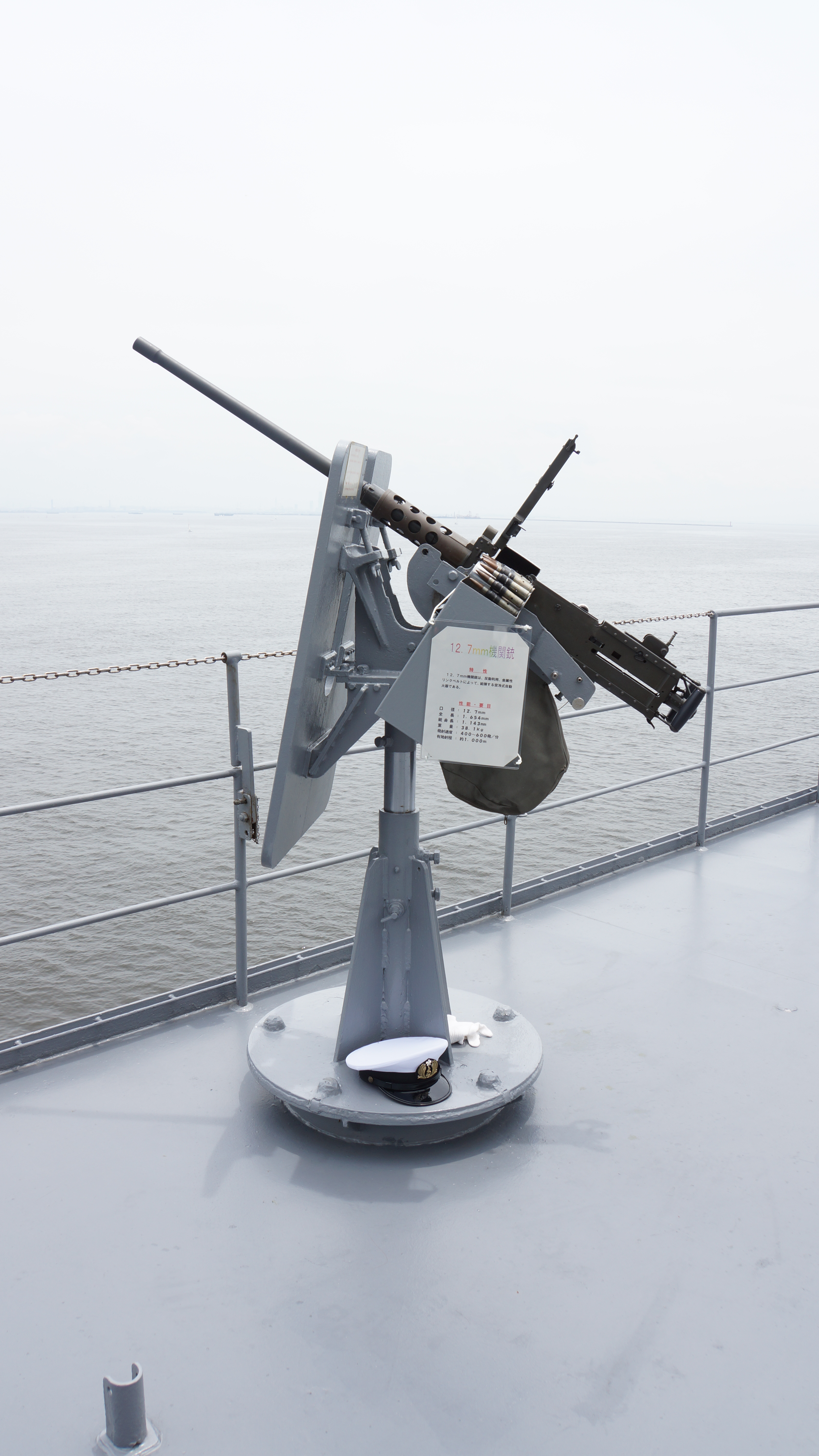
12.7mm機関銃M2。台座に置かれているのは海曹用正帽。

## 比較
|              |            | 14,500トン型     | ましゅう型       | とわだ型    | さがみ                                                | はまな                       |
| ------------ | ---------- | ---------------- | ---------------- | ----------- | ----------------------------------------------------- | ---------------------------- |
| 船体         | 基準排水量 | 14,500 t（予定） | 13,500 t         | 8,100 t     | 5,000 t                                               | 2,900 t                      |
| 船体         | 満載排水量 | 不明             | 25,000 t         | 12,100 t    | 11,600 t                                              | 7,550 t                      |
| 船体         | 全長       | 不明             | 221 m            | 167 m       | 146 m                                                 | 128 m                        |
| 船体         | 全幅       | 不明             | 27 m             | 22 m        | 19 m                                                  | 15.7 m                       |
| 主機         | 機関       | 不明             | ガスタービン     | ディーゼル  | ディーゼル                                            | ディーゼル                   |
| 主機         | 出力       | 不明             | 40,000 ps        | 26,000 hp   | 18,500 hp                                             | 5,000 hp                     |
| 主機         | 速力       | 不明             | 24 kt            | 22 kt       | 22 kt                                                 | 16.1 kt                      |
| 兵装         | 砲熕       | 不明             | ―                | ―           | ―                                                     | 40mm連装機銃×1基             |
| ヘリ運用機能 | 搭載容量   | 不明             | 格納庫なし       | 格納庫なし  | 格納庫なし                                            | 格納庫なし                   |
| ヘリ運用機能 | 甲板       | 不明             | あり             | あり        | あり                                                  | ―                            |
| 補給機能     | 貨油タンク | 不明             | あり             | あり        | あり                                                  | あり                         |
| 補給機能     | 搭載物資   | 不明             | 貨油10,000 t近く | 貨油5,700 t | - 艦船用燃料4,500 KL - ジェット燃料220 kL - 糧食4万食 | - 貨油4,000 kL - 真水1,000 t |
| 補給機能     | 洋上補給   | 不明             | 可能             | 可能        | 可能                                                  | 可能                         |
| 医療機能     | 病床       | 不明             | 46床             | ―           | ―                                                     | ―                            |
| 医療機能     | 集中治療室 | 不明             | あり             | ―           | ―                                                     | ―                            |
| 同型艦数     | 同型艦数   | 未定             | 2隻              | 3隻         | 1隻（退役）                                           | 1隻（退役）                  |

## 同型艦
昭和59年度計画で建造された「とわだ」は老朽化した「はまな」（35AO）の更新用であり、これにより、「さがみ」（51AOE）とあわせて補給艦2隻体制が維持された。続いて昭和62年度計画で2隻を追加建造することで、4個護衛隊群に1隻ずつの補給艦を割り当てられる体制が整備された。
平成23年度予算で1隻分の艦齢延伸のための改修予算が、平成25年度予算で2隻分の艦齢延伸のための部品調達予算が計上された。
| 艦番号  | 艦名   | 建造                      | 起工                        | 進水                        | 就役                        | 所属                                 |
| ------- | ------ | ------------------------- | --------------------------- | --------------------------- | --------------------------- | ------------------------------------ |
| AOE-422 | とわだ | 日立造船 舞鶴工場         | 1985年 （昭和60年） 4月17日 | 1986年 （昭和61年） 3月26日 | 1987年 （昭和62年） 3月24日 | 第1海上補給隊 （定係港：呉基地）     |
| AOE-423 | ときわ | 石川島播磨重工業 東京工場 | 1988年 （昭和63年） 5月12日 | 1989年 （平成1年） 3月23日  | 1990年 （平成2年） 3月12日  | 第1海上補給隊 （定係港：横須賀基地） |
| AOE-424 | はまな | 日立造船 舞鶴工場         | 1988年 （昭和63年） 7月8日  | 1989年 （平成1年） 5月18日  | 1990年 （平成2年） 3月29日  | 第1海上補給隊 （定係港：佐世保基地） |

## 登場作品

### アニメ・漫画
『ジパング』
漫画・アニメ版の第1話にて、架空の4番艦「あまぎ」が登場。架空のイージス護衛艦「みらい」などと共に、海外派遣のため横須賀基地から出航する。

### 小説
『宣戦布告』
「はまな」が登場。海上自衛隊の展開状況を説明する図の中で、第3護衛隊群の後ろに付いていることが示されている。

### ゲーム
『エースコンバット04 シャッタードスカイ』
エルジア共和国海軍の補給艦として登場。